# Guadix (Gerichtsbezirk)
Der Gerichtsbezirk Guadix ist einer der neun Gerichtsbezirke in der Provinz Granada.
Der Bezirk umfasst 33 Gemeinden auf einer Fläche von 2.129,86 km² mit dem Hauptquartier in Guadix.

## Gemeinden
| Gemeinde                 | Einwohner (2024) | Fläche km² | Dichte Einw./km² | Cod INE | Postleitzahl                             |
| ------------------------ | ---------------- | ---------- | ---------------- | ------- | ---------------------------------------- |
| Alamedilla               | 543              | 90,71      | 6                | 18002   | 18520                                    |
| Albuñán                  | 422              | 8,53       | 49               | 18005   | 18518                                    |
| Aldeire                  | 592              | 70,07      | 8                | 18010   | 18514                                    |
| Alicún de Ortega         | 454              | 22,83      | 20               | 18015   | 18538                                    |
| Alquife                  | 557              | 12,19      | 46               | 18018   | 18518                                    |
| Beas de Guadix           | 316              | 16,24      | 19               | 18025   | 18516                                    |
| Benalúa                  | 3.339            | 8,69       | 384              | 18027   | 18510                                    |
| La Calahorra             | 681              | 39,45      | 17               | 18114   | 18512                                    |
| Cogollos de Guadix       | 639              | 30,26      | 21               | 18049   | 18518                                    |
| Cortes y Graena          | 966              | 22,45      | 43               | 18054   | 18517                                    |
| Darro                    | 1.695            | 50,65      | 33               | 18063   | 18181                                    |
| Dehesas de Guadix        | 383              | 56,95      | 7                | 18064   | 18538                                    |
| Diezma                   | 810              | 42,09      | 19               | 18067   | 18180, 18181                             |
| Dólar                    | 606              | 78,59      | 8                | 18069   | 18512                                    |
| Ferreira                 | 303              | 43,58      | 7                | 18074   | 18650                                    |
| Fonelas                  | 964              | 96,41      | 10               | 18076   | 18515                                    |
| Gobernador               | 237              | 23,00      | 10               | 18083   | 18563, 18540                             |
| Gor                      | 744              | 181,03     | 4                | 18085   | 18860, 18870                             |
| Gorafe                   | 373              | 77,05      | 5                | 18086   | 18890                                    |
| Guadix                   | 18.725           | 324,26     | 58               | 18089   | 18500, 18515, 18519, 18860, 18870, 18880 |
| Huélago                  | 358              | 32,58      | 11               | 18096   | 18540                                    |
| Huéneja                  | 1.177            | 116,74     | 10               | 18097   | 18512                                    |
| Jérez del Marquesado     | 990              | 82,75      | 12               | 18108   | 18518                                    |
| Lanteira                 | 543              | 52,78      | 10               | 18117   | 18518                                    |
| Lugros                   | 308              | 63,28      | 5                | 18123   | 18516                                    |
| Marchal                  | 425              | 7,84       | 54               | 18128   | 18516                                    |
| Morelábor                | 587              | 38,56      | 15               | 18909   | 18540                                    |
| Pedro Martínez           | 1.147            | 136,87     | 8                | 18152   | 18530                                    |
| La Peza                  | 1.107            | 101,29     | 11               | 18154   | 18181, 18517                             |
| Polícar                  | 266              | 5,38       | 49               | 18161   | 18516                                    |
| Purullena                | 2.338            | 21,19      | 110              | 18167   | 18515, 18519                             |
| Valle del Zalabí         | 2.122            | 108,68     | 20               | 18907   | 18511                                    |
| Villanueva de las Torres | 519              | 66,89      | 8                | 18187   | 18539                                    |
| Gerichtsbezirk Guadix    | 45.236           | 2.129,86   | 21               | –       | –                                        |